# جوزيف رودولف غرايمز
جوزيف رودولف غرايمز (بالإنجليزية: Joseph Rudolph Grimes) هو دبلوماسي وسياسي ليبيري، ولد في 31 أكتوبر 1923، وتوفي في 7 سبتمبر 2007 في الولايات المتحدة.